# Camponotus rusticus
Camponotus rusticus é uma espécie de inseto do gênero Camponotus, pertencente à família Formicidae.